# Geoffroy de Vivans
Geoffroy de Vivans (1543-1592) werd geboren op 18 november 1543 in het kasteel van Castelnaud, als zoon van Charles de Vivans, heer van Mel (een heerlijkheid aan de oevers van de Céou), gouverneur van het kasteel van Castelnaud voor Charles de Caumont en Louise de Cazenac. Hij stierf op 21 augustus 1592 tijdens het beleg van het kasteel van Villandraut, onder bevel van maarschalk Matignon. Tijdens de godsdienstoorlogen onderscheidde hij zich als een bekwame en dappere kapitein; hij voerde met name het bevel over vijftig wapendragers van koning Hendrik IV, werd zijn adviseur in diens raden van staat en geheime raden, en werd benoemd tot gouverneur van de Périgord en de Limousin, Domme en Caumont-sur-Garonne.

## Voetnoten
1. ↑  https://data.bnf.fr/fr/ark:/12148/cb135480602
2. ↑  https://catalogue.bnf.fr/ark:/12148/cb135480602
3. ↑  https://castelnaud.com/histoire/